# Lefebvre Sdu
Lefebvre Sdu, tot 2025 Sdu, is een Nederlandse multimediale uitgeverij van vakinformatie. Sdu was vroeger een staatsbedrijf, en was een afkorting voor Staatsdrukkerij en Uitgeverij. Sinds 2013 maakt Sdu deel uit van de Franse Lefebvre Group.

## Geschiedenis

### Verzelfstandiging
In 1988 werd de Staatsdrukkerij en Uitgeverij verzelfstandigd tot de vennootschap Sdu. Zoals van aanvang af de bedoeling was, besloot het ministerie van Financiën in 2006 tot verkoop van de aandelen over te gaan. Door middel van een gecontroleerde veiling is een koper geselecteerd. In maart 2007 sloot de Staat der Nederlanden een verkoopovereenkomst voor al zijn aandelen met een consortium van Allianz Capital Partners en AAC Capital Partners. Tegelijkertijd kocht Sdu nv het 25,9% belang dat Wolters Kluwer Nederland B.V. nog bezat in de werkmaatschappij Sdu Uitgevers. Sdu bestond op dat moment uit Sdu Uitgevers en Sdu Identification. De transactie leverde de Nederlandse staat netto € 330 miljoen op.
In 2006 werd de uitgeverij eigenaar van VNG Uitgeverij van de Vereniging van Nederlandse Gemeenten (VNG).

### Overname
In 2013 werd Sdu overgenomen door de Franse branchegenoot Lefebvre Sarrut (ELS). Dit internationaal opererende bedrijf is actief op het gebied van juridische, fiscale en regelgevende kennis. In juni 2025 wijzigde de naam in Lefebvre Sdu.

## Structuur en activiteiten
De onderneming is een uitgeverij van vakinformatie die actief is op de Nederlandse markt. Het hoofdkantoor staat in Den Haag. Bij de uitgever werkten in 2009 in totaal ongeveer 650 mensen.
Sdu is gevestigd aan de Maanweg in Den Haag. Het is een multimediale uitgever van vakinformatie en biedt naast boeken en tijdschriften een groot aantal online uitgaven. Het bedrijf verzorgt opmaakdiensten voor enkele Staatspublicaties, zoals de stukken van de Eerste en Tweede Kamer, stukken van de Staatscourant en het Staatsblad.
De uitgeverij is onderverdeeld in een aantal eenheden. Elke eenheid richt zich op een eigen vakgebied en ontwikkelt producten voor de betreffende professionals. De eenheden ('business units') zijn Overheid, Juridisch, Fiscaal en Enterprise.

### Voormalig

#### Sdu Identification
Tot 1 januari 2004 droeg Sdu Identification de naam Enschedé/SDU daar het een samenwerking was tussen Joh. Enschedé en Sdu. Nadat Joh. Enschedé afstand heeft gedaan van haar aandeel in het bedrijf is Sdu 100% eigenaar geworden van Sdu Identification, hetgeen deze naamsverandering met zich meebracht. In september 2008 is Sdu Identification verkocht aan het Franse Sagem Securité, onderdeel van de Safran-groep. Vanaf 2009 ging het verder onder de naam Sagem Identification.
Het bedrijf bood diensten op het gebied van beveiliging van informatie en identiteit, en produceerde onder meer de Nederlandse paspoorten, rijbewijzen en allerlei chipkaarten. Ook werden paspoorten geproduceerd voor Ierland, Finland, Zwitserland en Slowakije. Daarnaast houdt men zich bezig met het ontwikkelen en produceren van de digitale tachograaf en encryptie van digitale informatie.

#### Sdu Information Solutions
Onder de naam Sdu Information Solutions was Sdu in het verleden actief op de markt voor online dienstverlening voor de lokale en centrale overheid.

#### juris
Tot 31 januari 2013 had Sdu een belang van 45,33% in het Duitse juris, de belangrijkste aanbieder van juridische online-informatie in Duitsland. Juris is gevestigd in Saarbrücken. Éditions Lefebvre Sarrut nam dit belang van Sdu over.

## Prijs
De dr. L. De Jong-prijs voor moderne geschiedschrijving werd door de Sdu ingesteld ter gelegenheid van de voltooiing van het standaardwerk Het Koninkrijk der Nederlanden in de Tweede Wereldoorlog. Ze bestond van 1988 tot 1995 en is tweemaal uitgereikt, de eerste maal aan Gerard Mulder en Paul Koedijk voor hun biografie van H.M. van Randwijk: H.M. van Randwijk. Een biografie (Amsterdam, 1988)